# Donato Raffaele Sbarretti
Donato Raffaele Sbarretti Tazza (ur. 12 listopada 1856 w Montefranco, zm. 1 kwietnia 1939 w Rzymie) – włoski duchowny katolicki, wysoki urzędnik Kurii Rzymskiej, kardynał.

## Życiorys
Jego stryjem był kardynał Enea Sbarretti. Pochodził z rodziny właścicieli ziemskich. Ukończył seminarium w Spoleto, a także Seminarium "S. Apolinare" w Rzymie (doktoraty z teologii i utroque iure). Święcenia kapłańskie otrzymał 12 kwietnia 1879 w Rzymie z rąk kardynała Raffaele Monaco La Valletta. Pracował duszpastersko w Spoleto, był też minutantem w Kongregacji Rozkrzewiania Wiary (sekcja dotycząca spraw Amerykańskich). Od 1885 był profesorem na Ateneum "De Propaganda Fide", a także członkiem Sekretariatu Stanu. W latach 1893–1900 audytor delegacji apostolskiej do USA. Prywatny szambelan supernumerariusz od 1895.
9 stycznia 1900 otrzymał nominację na biskupa San Cristóbal de La Habana na Kubie. Konsekrował go w Waszyngtonie Apostolski Delegat do USA Sebastiano Martinelli. We wrześniu następnego roku został delegatem na Filipiny i arcybiskupem tytularnym Gortina. Miał za zadanie rozwiązać problem schizmatyckiego Iglesia Filipina Independiente założonego przez księdza Gregorio Aglipay. Amerykański rząd, chcąc wynegocjować rozwiązanie problemów Kościoła lokalnego bezpośrednio ze Stolicą Apostolską, ogłosił go persona non grata i Sbarretti nigdy nie udał się na Filipiny. W grudniu 1902, jako tytularny arcybiskup Efezu został delegatem apostolskim do Kanady. W 1910 przywiózł do Rzymu dekrety z Pierwszego Plenarnego Synodu w Quebec. Nigdy już nie powrócił do Kanady. Oficjalna rezygnacja z funkcji delegata miała miejsce w listopadzie tego samego roku. Został sekretarzem Świętej Kongregacji ds. Zakonów, a w czerwcu 1914 asesorem w Świętym Oficjum.
Na konsystorzu z grudnia 1916 otrzymał kapelusz kardynalski z tytułem prezbitera San Silvestro in Capite. W 1919 został prefektem Świętej Kongregacji Soboru Trydenckiego. Brał udział w konklawe 1922 i 1939 roku. Był legatem na synody plenarne w Molfetta i Loreto w 1928. W tym samym roku podniesiony do rangi kardynała biskupa Sabina e Poggio Mirteto. Od 4 lipca 1930, do śmierci, piastował urząd sekretarza Świętego Oficjum. Konsekrował dwóch przyszłych kardynałów: Lorenzo Lauri i Valerio Valeri.